# 辛西娅·库珀-戴克
辛西娅·琳内·库珀-戴克（英語：Cynthia Lynne Cooper-Dyke，1963年4月14日—），美国女子职业篮球运动员、教练。她在1997-2000赛季效力于休斯顿彗星队，连续4个赛季获得WNBA总决赛最有价值球员。2011年，她被球迷评选为WNBA历史15大球员之一。